# Crassostrea corteziensis
Crassostrea corteziensis oder Cortez-Auster ist eine Austernart der Gattung Crassostrea. Sie wird als Alternative zur in den Austernzucht dominierenden Pazifischen Auster untersucht.

## Aussehen
Crassostrea corteziensis hat eine isometrische Schale. Während der 13 Monate langen Wachstumszeit erreicht sie eine Länge von 71 mm, eine Dicke von 53 mm und eine Breite von 25 mm. Das Wachstum vollzieht sich allometrisch, bei Temperaturen unter 18 °C wird es verlangsamt.

## Vorkommen
Das Verbreitungsgebiet von Crassostrea corteziensis reicht vom Golf von Kalifornien bis nach Peru. Die natürlichen Vorkommen in den Bundesstaaten Sinaloa und Sonora sind jedoch fast völlig verschwunden.